# Distretto di Hùrėėmaral
Il distretto di Hùrėėmaral è uno dei venti distretti (sum) in cui è suddivisa la provincia di Bajanhongor, in Mongolia. Conta una popolazione di 2.064 abitanti (censimento 2006). 